# Puerto internacional de Puerto Príncipe
El Puerto internacional de Puerto Príncipe (en francés: Port international de Port-au-Prince) es el puerto de la capital de Haití, la ciudad de Puerto Príncipe (Port-au-Prince). Sufrió daños catastróficos en el terremoto de Haití de 2010. 
Algunos de los muelles y almacenes son operados por Autorite Portuaire Nationale del gobierno (APN), y algunos están a cargo de empresas privadas. 
El 13 de junio de 1872, una flota alemana compuesta por el SMS Vineta y SMS Gazelle se apoderó de buques de la Armada de Haití llamados Union y Mont Organisé que estaban anclados en el puerto, como medida de presión para que el gobierno de Haití pagara una deuda de 20 mil táleros a un hombre de negocios alemán.
En 1906, una compañía haitiano-estadounidense ganó una concesión de 50 años para administrar y operar el puerto. 
En 1956, al término de este plazo, la Administration Portuaire de Port-au-Prince (español: Administración Portuaria de Puerto Príncipe) se creó, bajo la supervisión del Banque de la République d'Haïti (BRH).